# سیارک ۴۵۹۲
سیارک ۴۵۹۲ (به انگلیسی: 4592 Alkissia، نامگذاری:1979SQ11) چهار هزار و پانصد و نود و دومین سیارک کشف شده‌است که در ۲۴ سپتامبر ۱۹۷۹ کشف شد.
قدر مطلق سیارک برابر ۱۲٫۱۰ است.